# 施倫堡領地
施倫堡領地（德語：Herrschaft Schellenberg）是神聖羅馬帝國的一個領地，其首府為施倫堡鎮，現位於列支敦士登親王國境內。

## 地理
施倫堡領地位於瓦杜兹伯国的北部，其範圍與現今列支敦士登的低地選區相當。該領地涵蓋了現今的埃申、甘普林、毛倫、鲁格尔及施倫堡等市鎮。

## 歷史
施倫堡領地由查理曼大帝於9世紀設立，並於1437年由華杜茲伯爵購入，實際上成為與瓦杜兹伯国聯合的附屬領地。在1499年的施瓦本戰爭後，兩地皆受到奧地利的宗主權支配。此後，該領地數度易手，直至1699年，列支敦士登親王約翰·亞當一世以115,000古爾登購得該地。當時，他已於1706年獲封為親王，但為了獲得帝國議會的王侯席位，必須擁有直屬於神聖羅馬皇帝的領地。1712年，列支敦士登家族又以290,000古爾登購得鄰近的華杜茲伯國。1719年，神聖羅馬皇帝查理六世正式將華杜茲與舍倫貝格合併，成立列支敦士登親王國。